# الاتحاد الملكي الإسباني لكرة القدم

الشعار السابق للاتحاد

الاتحاد الملكي الإسباني لكرة القدم، هو الهيئة الإدارية لكرة القدم في إسبانيا. تأسس في 29 سبتمبر 1913، ومقره في لا سيوداد ديل فوتبول في لاس روزاس، وهي بلدية قريبة من مدريد.
ينظم الاتحاد الإسباني لكرة القدم مسابقات الكأس الوطنية (كأس الملك وكأس السوبر الإسباني) ويدير لجنة المنافسة في الدوري الإسباني (الدرجة الأولى والدرجة الثانية)، بما في ذلك التعامل مع الكأس، على الرغم من أن رابطة الدوري الإسباني ينظمهما أيضًا. كما ينظم بقية مستويات الدوري الوطني: Primera Federación (الدوري الإسباني الدرجة الثالثة)، Segunda Federación (الدوري الإسباني الدرجة الرابعة) وTercera Federación (الدوري الإسباني الدرجة الخامسة).
الاتحاد الإسباني لكرة القدم مسؤول عن تعيين إدارة فرق كرة القدم الوطنية للرجال والسيدات والشباب، وكرة القدم الخماسية وكرة القدم الشاطئية. اعتبارًا من عام 2022، أصبح لدى الاتحاد 30,052 ناديًا مسجلاً و1,137,651 لاعب كرة قدم اتحادي.

## بطل العالم
المنتخب الإسباني هو البطل المتوج بكأس العالم 2010 بجنوب أفريقيا، وأيضاً بطل يورو 2008 ويورو 2012. وقد كان الأول بالتصنيف العالمي للمنتخبات، حيث عاش طفرة حقيقية بكرة القدم في هذه السنوات الأخيرة بعد أن غاب طويلاً.

## الأندية
تعتبر الأندية الإسبانية وتحديدًا ريال مدريد وبرشلونة من أبرز الأندية في العالم، ريال مدريد لديه 15 بطولة دوري أبطال أوروبا ويُعتبر رقم قياسي للبطولة، وحاصل على جائزة نادي القرن العشرين. أما برشلونة لديه 5 دوري أبطال أوروبا. والكثير من أندية إسبانيا حققت بطولات أوروبا أخرى مثل فالنسيا وأتلتيكو مدريد وأتلتيك بيلباو وإشبيلية وفياريال.

## البطولات
يشرف الاتحاد الإسباني على الليغا بطولة الدوري الإسباني للمحترفين وأيضا جميع الدرجات الأولى والثانية والثالثة، وكأس ملك إسبانيا، والسوبر الإسباني، وبطولات الشباب والناشئين الإسبانية لكرة القدم.

## الكلاسيكو العالمي
يضم الاتحاد الإسباني العديد من الأندية المتميزة، وأشهرها ناديي ريال مدريد الملكي ونادي برشلونة الكتالوني، وتعتبر لقاءاتهما من أشهر المباريات في العالم ويسمى الكلاسيكو ويحظى بمشاهدة الملايين من العالم.